# Polskie Radio Szczecin
Polskie Radio Szczecin (Radio Szczecin) – jedna z 17 samodzielnych rozgłośni publicznego Polskiego Radia realizujących odrębne programy regionalne nadawane na teren poszczególnych województw, zrzeszonych w Audytorium 17. Jest jedyną z tych rozgłośni, która współtworzy od kwietnia 2008 europejską sieć radiową Euranet. Emituje swój program całodobowo na obszarze prawie całego województwa zachodniopomorskiego, docierając także do województw ościennych oraz na tereny przygraniczne Niemiec. Radio jest spółką akcyjną z całkowitym udziałem Skarbu Państwa.

## Historia

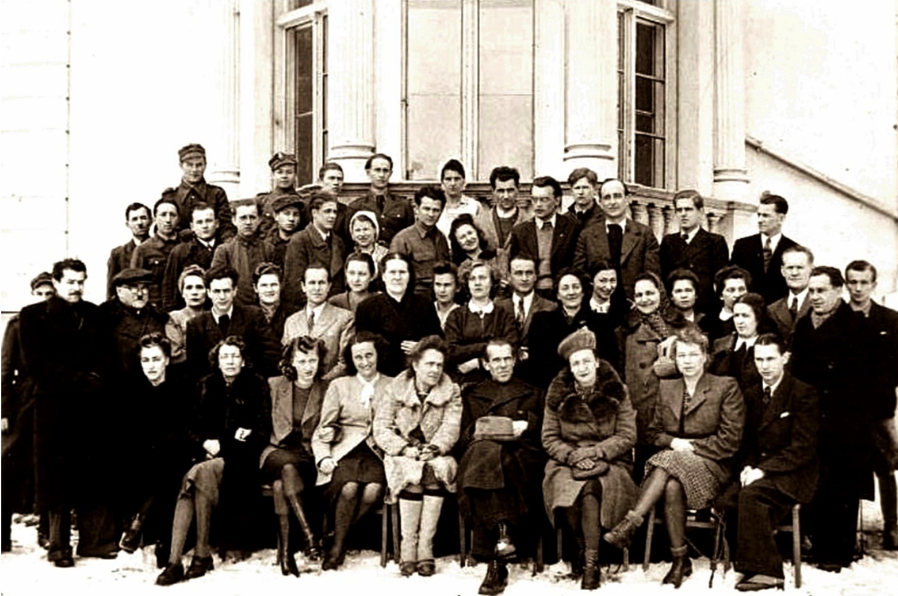
Pracownicy szczecińskiego radia

### Lata 40. XX wieku
Polskie Radio w Szczecinie było pierwszą rozgłośnią uruchomioną na ziemiach zachodnich i północnych przyłączonych po II wojnie światowej do Polski. Stało się tak po podjęciu szeregu działań m.in. przy udziale dyrektora naczelnego Polskiego Radia Wilhelma Billiga.
W dniach 8–20 lipca 1945 terenu Pomorza Zachodniego miała miejsce wizytacja pracownika poznańskiej rozgłośni Polskiego Radia Aleksandra Trzecieskiego, który odwiedził Gorzów Wielkopolski, Stargard, Koszalin, Szczecinek i właśnie Szczecin .

3 sierpnia 1945 do Szczecina przybyli oddelegowani przez Pomorską Dyrekcję Okręgową Polskiego Radia technicy z Bydgoszczy (F. Nowakowski, J. Freyer, E. Woźniak, Z. Kempiński), którzy w okolicy placu Grunwaldzkiego zorganizowali pierwszy radiowęzeł, skąd nadawano codziennie ok. godz. 17 aktualne komunikaty, informacje oraz muzykę z płyt. Wkrótce potem siedzibę przeniesiono do jednej z najmniej zniszczonych willi przy alei Wojska Polskiego 73 (obecnie mieści się tu hotel Atrium), natomiast nadajniki i radiostację zainstalowano w willi przy ulicy Malinowej, nieopodal Lasku Arkońskiego. W sierpniu 1945 pełnomocnikiem Pomorskiej Dyrekcji Okręgowej Polskiego Radia na Okręg Pomorze Zachodnie został Jan Frey, a po nim Roman Grudziński. Kierownikiem technicznym radia został Florian Nowakowski, który zdobył małej mocy nadajnik wojskowy i rozpoczęto prace nad budową masztów i anteny. Na początku grudnia 1945 do Szczecina przyjechał dyrektor naczelny Polskiego Radia Wilhelm Billig, aby zapoznać się z postępami prac przed otwarciem rozgłośni. Emisja pierwszego sygnału nastąpiła 25 grudnia 1945 w południe, a pierwsze słowa „Hallo, tu mówi Szczecin” wypowiedziała Jadwiga Helbingowa, odegrano hymn państwowy, po czym pierwszy kierownik rozgłośni Zdzisław Karczewski powiedział: „Szczecin mówi do Polski i świata. Mowa polska ze Szczecina świadczy o polskości tych ziem”. Kolejny mówca, prezydent miasta Szczecina Piotr Zaremba zakomunikował do mikrofonu: 

Po raz pierwszy na ziemiach odzyskanych z polskiego Szczecina płynie polska mowa przez Polskie Radio. Czy wiecie rodacy, co to za historyczna chwila?

Grudniowa inauguracja pracy rozgłośni odbyła się w gronie wyłącznie szczecińskich pionierów, bez oficjeli spoza Pomorza Zachodniego, były to pierwsze powojenne święta Bożego Narodzenia. 27 stycznia 1946 odbyło się uroczyste otwarcie rozgłośni, które miało miejsce z udziałem wielu osób, m.in. Ministra Informacji i Propagandy Stefan Matuszewskiego. Zasięg stacji wynosił wtedy ok. 15 km, zanotowano ok. 3,5 tys. radioodbiorników. Rozgłośnia szczecińska podlegała pod dyrekcję Pomorskiej Dyrekcji Okręgowej Polskiego Radia w Bydgoszczy. Pierwszym kierownikiem szczecińskiego radia był Zdzisław Karczewski (1945–1946), kierownikiem muzycznym Antoni Huebner. Od marca 1946 w redakcji literackiej pracowali Stanisław Telega, Walerian Lachnitt, Zofia Walicka-Neuman i Tymoteusz Karpowicz. W 1946 dyrektorem radia został Tadeusz Szlęzak, którym był do roku 1947. Kolejnymi dyrektorami byli: Władysław Osiński (1948–1949) i Wacław Parol (1949–1950). Reporterzy relacjonowali obchody Święta Morza, Tygodnia Ziem Odzyskanych, wiece w obronie granicy zachodniej. Polskie Radio Szczecin obecne było na wszystkich uroczystościach, jakie odbywały się w Szczecinie. W 1946 w rozgłośni było ogółem 40 osób (w tym 7 dziennikarzy).

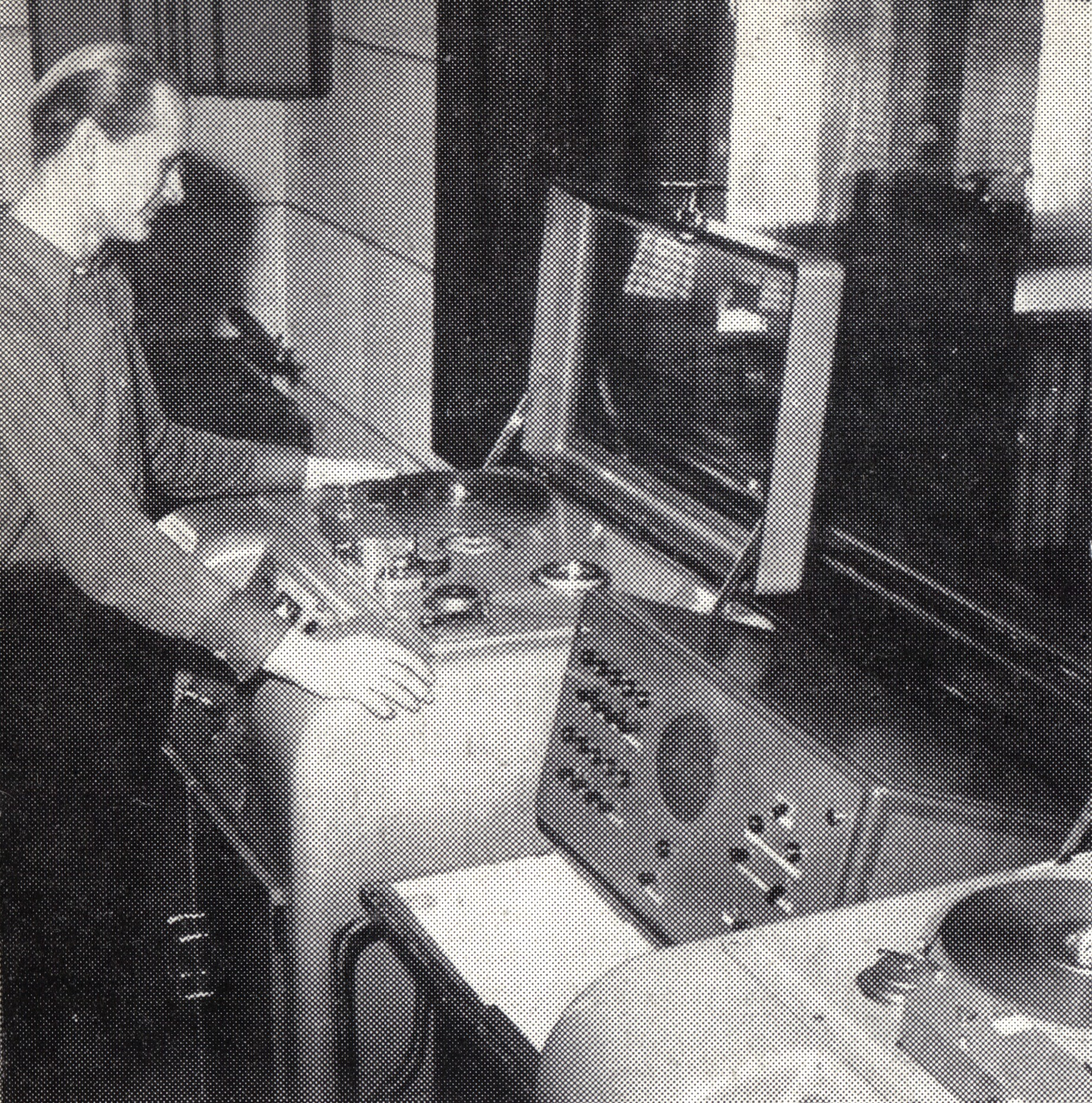
Magnetofony w Radiu Szczecin

W 1947 na antenie radiowej nadawano audycje podkreślające trwałość zachodniej granicy Polski. Niezwykle aktywnym komentatorem bieżącej sytuacji był Tomasz Bazylewicz, który w roku 1948 prowadził cykl Frontem na Zachód, poświęcony sprawom powojennych Niemiec. Z radiem ściśle współpracowali przebywający czasowo w Szczecinie tacy twórcy jak Edmund Osmańczyk, Jerzy Andrzejewski, Konstanty Ildefons Gałczyński, Tymoteusz Karpowicz, Walerian Lachnitt oraz kierownik redakcji sportowej i sprawozdawca sportowy Bohdan Tomaszewski. Rozpoczęły działalność: orkiestra pod dyr. W. Górzyńskiego oraz zespoły wokalne „Trymer”, „Fala”, „Szczecińska Czwórka Radiowa”. Organizowano koncerty masowe pod nazwą Nad Odrą i Bałtykiem oraz kameralne Radiowe spotkania przy mikrofonie. Odbywały się one w zakładach pracy i środowiskach w Szczecinie i na terenie całego ówczesnego województwa.
W latach 1945–1949 dużym zainteresowaniem słuchaczy, obok serwisów informacyjnych, była audycja pt. Skrzynka poszukiwania rodzin oraz serwisy poświęcone o informowaniu przyjeżdżających na Pomorze Zachodnie repatriantach ze wschodu i powracających rodakach z zachodu. Do roku 1949 na antenie obok nabożeństw były sprawozdania z plenów partyjnych komitetów PPR i PPS oraz obok żywotów świętych – pogadanki dotyczące działalności ruchu ateistycznego oraz reklamy przedsiębiorstw państwowych i prywatnych. 22 grudnia 1949 na Warszewie oddano do użytku 50-kilowatowy nadajnik radiowy, dzięki czemu radio objęło swoim zasięgiem niemal cały teren województwa, wpłynęło to w znaczący sposób, na zasięg słyszalności rozgłośni.

### Lata 50. – 70. XX wieku
W roku 1950 na skutek zmian politycznych na szczytach władzy przyjęto koncepcję radykalnej zmiany działalności. W rozgłośni przeprowadzono komisyjne oceny zarówno nadawanych programów, jak i ich twórców. W wyniku tej lustracji zwolniono wielu dziennikarzy. W rozgłośni szczecińskiej w ich miejsce przyjęto
zupełnie nowych ludzi, często nieprzygotowanych do zawodu. Znaleźli się wśród nich również wybitni fachowcy, z doświadczeniem dziennikarskim jak: Jan Bolewski, Zdzisław Kunstmann czy Edward Kmiecik. W roku 1950 programowo szczecińska rozgłośnia radiowa została podporządkowana decyzjom władz partyjno-politycznych. Po niedofinansowaniu powojennym pojawiły się większe środki dla rozgłośni i pracowników radia, w szczecińskiej radiostacji pojawiły się cztery magnetofony stacjonarne i jeden przenośny, pracownicy zaczęli rejestrować dźwięk na taśmach magnetofonowych. W tym czasie silną stronę rozgłośni stanowiła publicystyka morska, cyklicznie emitowano audycje poświęcone tej tematyce (m.in. „Z portów i mórz”). Po marcu 1953 nadeszła polityczna wiosna, również w Polskim Radio. W programach wyraźnie ograniczono ilość audycji zwanych produkcyjniakami. Pojawiło się więcej pozycji artystycznych i rozrywkowych, zostały bardzo wzbogacone i urozmaicone programy muzyczne. W drugiej połowie lat 50. zapadła decyzja o połączeniu programów radiowych Szczecina, Koszalina i Gdańska w jeden „Program Wybrzeża”. W latach pięćdziesiątych do pracy w nowo powstającym koszalińskim radiu przeniosło się kilku doświadczonych radiowców ze szczecińskiej rozgłośni: Zofia Kozłowska, Tadeusz Fiszbach, Henryk Livor-Piotrowski, Janusz Mychal oraz dziennikarka i reżyser programów radiowych Alicja Maciejowska.

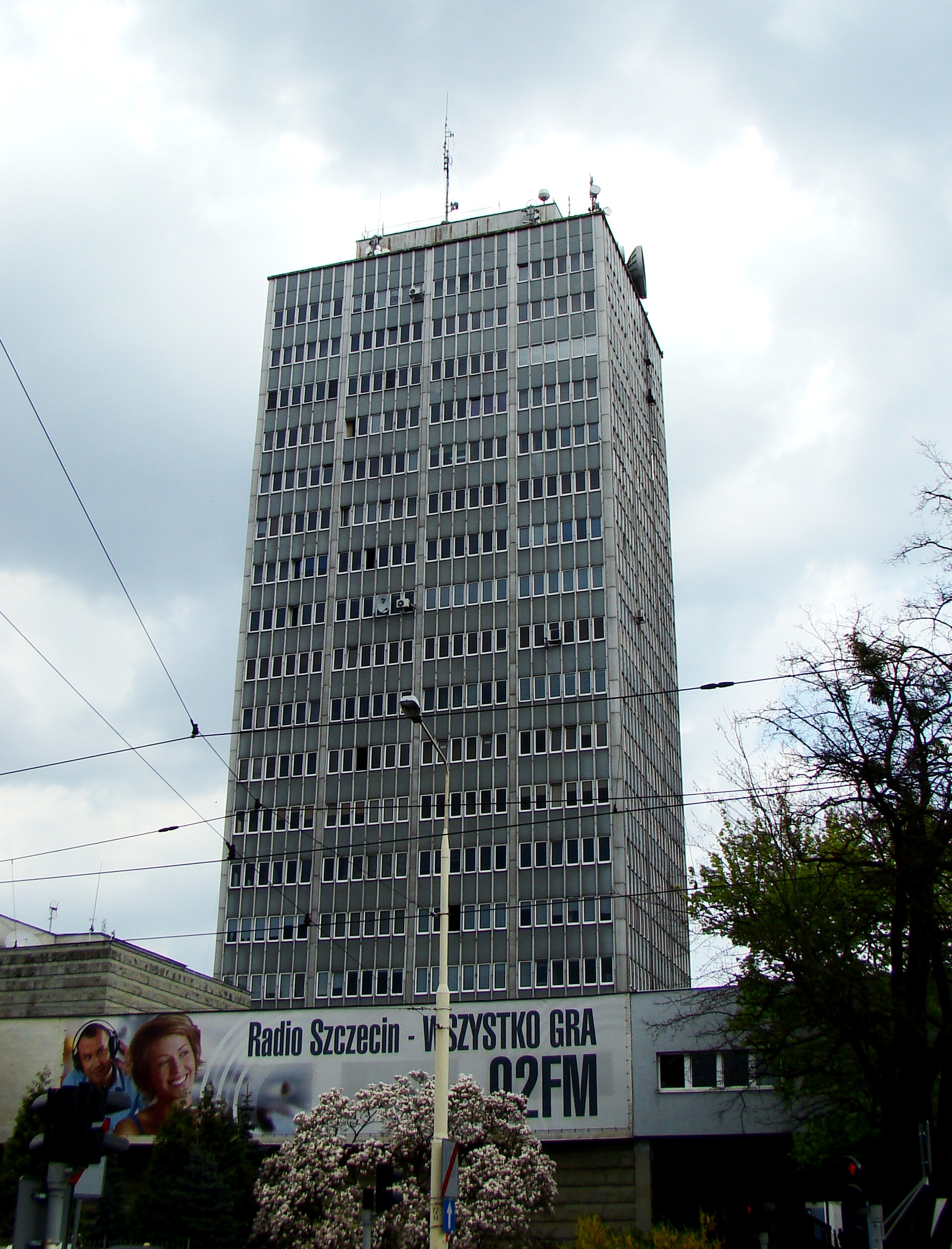
Wieżowiec PRITV (dawna siedziba radia oraz telewizji)

Od 1955 kierownikiem redakcji muzycznej Polskiego Radia w Szczecinie był Zbigniew Pawlicki, inicjator życia muzycznego na Pomorzu Zachodnim. W 1962 i 1963 radio transmitowało Festiwal Młodych Talentów. W latach siedemdziesiątych redaktor Alina Głowacka za swoje reportaże otrzymała Złoty Mikrofon. W roku 1972 na antenie Radia Szczecin (ale też Radia Koszalin i Gdańsk) pojawiło się Studio Bałtyk.

### Lata 80. – 90. XX wieku

#### Integracja Rozgłośni Radiowej z Ośrodkiem Telewizyjnym
W roku 1980 oddano do użytku nowoczesny wieżowiec radia i telewizji. Decyzją przewodniczącego Komitetu ds. Radia i Telewizji – o pełnej
integracji w Szczecinie Rozgłośni Radiowej z Ośrodkiem Telewizyjnym i utworzeniu zintegrowanego Ośrodka Radiowo-Telewizyjnego. Został on podporządkowany pod jednolite kierownictwo dyrektora – naczelnego redaktora ORTV. Jednocześnie oddano do eksploatacji kompleksowo zintegrowaną bazą lokalową
mieszczącą się w wieżowcu redakcyjno-technicznym, w którym ulokowane zostały w pełni zintegrowane redakcje radia i telewizji, Ośrodek Nadawczy Stacji Radiowych i Telewizyjnych, zespół nagrań kaset telewizyjnych dla załóg statków handlowych i rybackich, laboratoria i warsztaty techniczne RTV. Przekazano w 1980 do eksploatacji studio muzyczne, wyposażone w najwyższej wówczas klasy światowej aparaturę produkcji szwajcarskiej i amerykańskiej do nagrań muzycznych.
W szczecińskim studio muzycznym nagrywano zarówno muzykę rozrywkową, filmową, jak i poważną. Nagrali w nim swoje płyty między innymi: Marek i Wacek, Zbigniew Wodecki, Zbigniew Hołdys, Hanna Banaszak, Łucja Prus, Ryszard Rynkowski i inne gwiazdy polskiej piosenki.

#### Relacjonowanie wydarzeń, odznaczenie rozgłośni

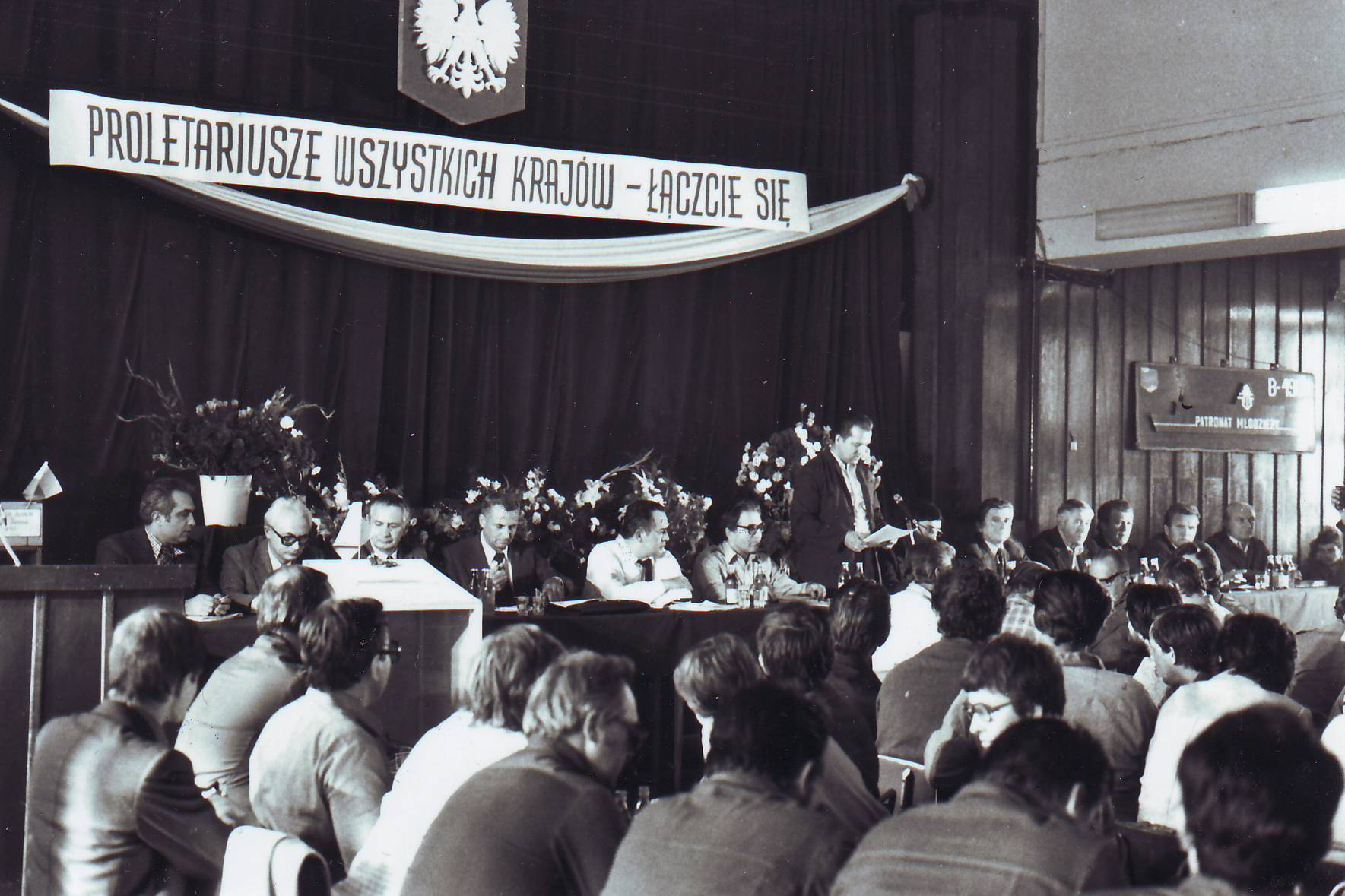
Relacjonowanie sierpnia 1980

W sierpniu 1980 szczecińska stacja RTV informowała na bieżąco słuchaczy i telewidzów o wydarzeniach sierpnia 1980. Po wprowadzeniu stanu wojennego część pracowników radiowych została zweryfikowana negatywnie i musiała pożegnać się z rozgłośnią. Niektórzy z nich wrócili do pracy w radiu w roku 1989. W latach 1984–1985 Radiokomitet zorganizował dwuletni cykl obchodów czterdziestych rocznic kolejnych rozgłośni pod hasłem „Od Lublina do Szczecina”. Szczecińskie uroczystości zorganizowano 14 grudnia 1985 w nowo otwartym studiu muzycznym S-2, gdzie obecny na uroczystości wicepremier Zbigniew Gertych przy udziale kierownictwa Polskiego Radia i Telewizji – odznaczył rozgłośnię Krzyżem Komandorskim Orderu Odrodzenia Polski. W 1987 szczecińska stacja relacjonowała wizytę papieża Jana Pawła II w Szczecinie. Z radiem w Szczecinie związani byli znani sprawozdawcy sportowi: Bohdan Tomaszewski, Lesław Skinder, Cezary Gurjew, Henryk Urbaś, Roman Czejarek. W latach 80. w budynku radia zbudowane zostało studio nagraniowe ze stołem mikserskim i magnetofonem wielośladowy. Nagrywali tu m.in. Marek Biliński, Bank, Kasa Chorych, Lombard, Oddział Zamknięty, Turbo, Urszula Sipińska i Skaldowie. W siedzibie Radia Szczecin powstały takie piosenki jak Dorosłe dzieci, Szklana pogoda, Nie będę Julią.

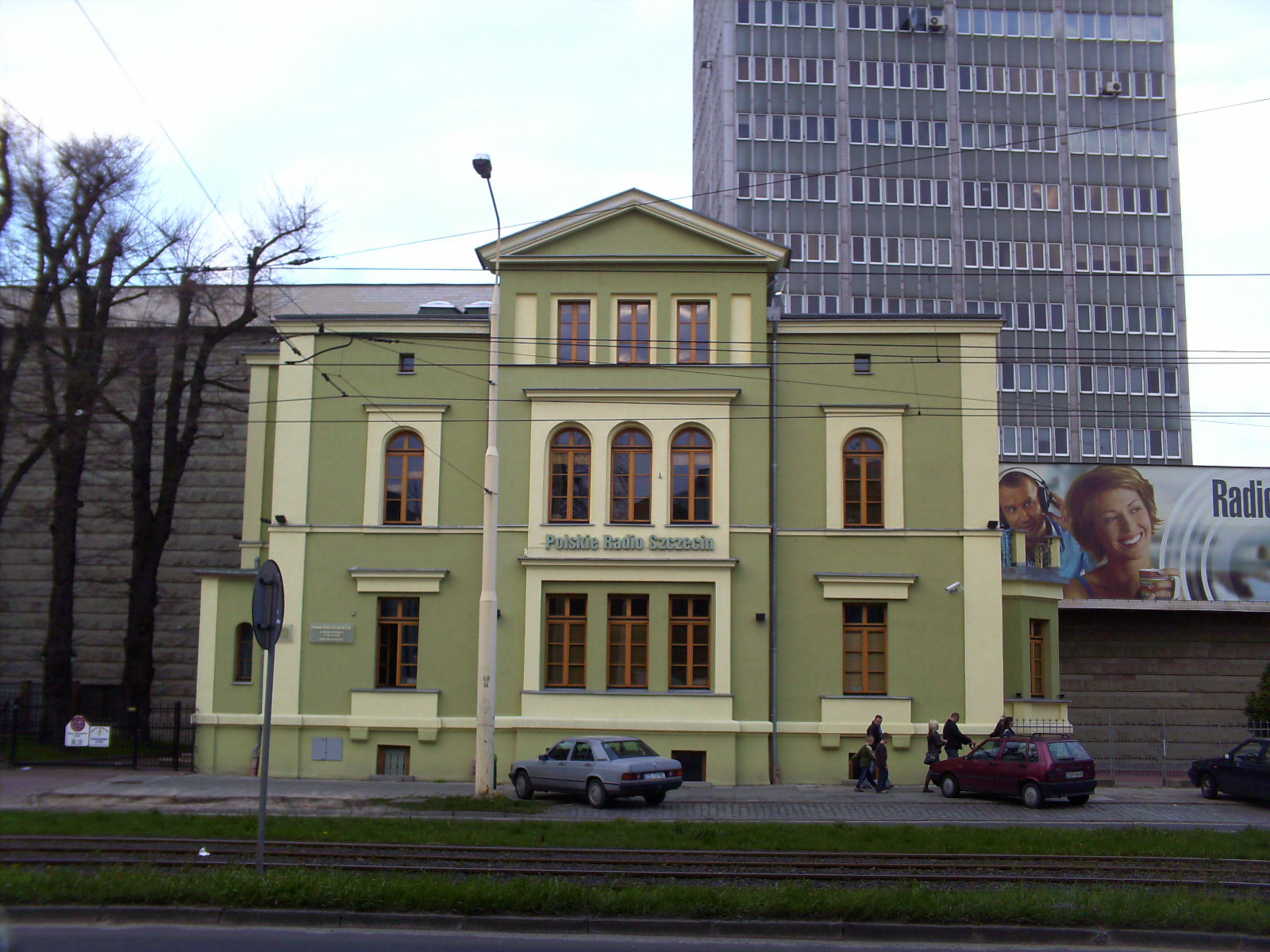
Siedziba Polskiego Radia Szczecin przy al. Wojska Polskiego 73 w Szczecinie

#### Rozgłośnia radiowa samodzielną spółką Skarbu Państwa
W latach 90. XX po latach integracji z TV nastąpił podział, szczecińska rozgłośnia radiowa stała się samodzielną spółką Skarbu Państwa. W Radiu Szczecin pojawiły się reklamy. W latach 1990–2006 prezesem i redaktorem naczelnym Polskiego Radia Szczecin SA. był Zbigniew Kosiorowski. W tym czasie nastąpił rozwój szczecińskiego radia. 9 czerwca 1991 zadebiutowała Szczecińska Lista Przebojów. Rozgłośnia zaczęła nadawać całodobowo, zainaugurowano koncerty w studio i eterze S-1. Wyremontowano siedzibę radia przy al. Wojska Polskiego. Skomputeryzowany news room rozpoczął współpracę z siecią ogólnopolską System BASIS. W 1994 podpisano kontrakt z niemiecką firmą GTC na kompleksową komputeryzację rozgłośni. Radio Szczecin w 1995 jako jedyne w Polsce wprowadziło system producencki. W 1998 ukończono modernizację tzw. studia literackiego, przystosowanego do realizacji zaawansowanych form radiowych (reportaże, słuchowiska, dokumenty radiowe) wymagających zastosowania wysokiej techniki cyfrowej.

### Pierwsza, druga dekada XXI w.

#### Lata 2000–2015
W roku 2003 rozpoczęto emisję programu za pomocą systemu DigAIRange i DigaROC, zaś w 2007 wyposażono dziennikarzy w cyfrowe rejestratory dźwięku Flashmic HBB i Marantz. Dźwięk rejestrowany na kartach SD i CompactFlash znacznie szybciej trafiał do systemów emisyjnych. W 2009 zmodernizowano studio koncertowe S-1. W 2005 stacja zatrudniała 76 pracowników. W 2006 prezesem Polskiego Radia Szczecin został Krzysztof Soska. Od października 2006 do listopada 2012 kierownikiem redakcji sportowej Polskiego Radia był Cezary Gurjew, ponownie od kwietnia 2017. 20 kwietnia 2010 Krzysztof Soska zrezygnował przed upływem kadencji. Wydawcą serwisów była Aneta Łuczkowska, szefem radiowego newsroomu Zbigniew Uciechowski, od 2010 reporterem był Tomasz Duklanowski (odszedł w 2010).
W 2010 rada nadzorcza spółki Polskie Radio Szczecin wybrała na stanowisko prezesa Andrzeja Skrendę, wiceprezesem ds. finansowych został pełniący dotychczas tę funkcję Mariusz Grab. 27 listopada 2012 związki zawodowe działające w szczecińskiej rozgłośni otrzymały pismo prezesa zarządu Adama Rudawskiego, w którym zapowiadał zmniejszenie wymiaru czasu pracy czterem dziennikarzom i dwóm pracownikom administracyjnym do ¼ etatu. Oficjalny powód „trudna sytuacja ekonomiczna spółki”, natomiast w rzeczywistości był nim wiek: od 53 do 62 lat, a więc bez możliwości przejścia na emeryturę i znalezienia innej pracy, która zapewniłaby utrzymanie. Wystosowano apel protest do rozgłośni Polskiego Radia w całej Polsce. W roku 2014 w rozgłośni pracowały 62 osoby, z których 32 stanowili dziennikarze, pozostali to pracownicy administracyjni. W 2014 na tle publicznych rozgłośni Polskiego Radia Radio Szczecin zajęło szóstą pozycję pod względem udziału w czasie słuchania. Do roku 2015 rozgłośnia stała się bardzo popularna w regionie i wielu kojarzyła się z niezależnym dziennikarstwem.

#### Zarzuty upolitycznienia za rządów PiS i kontrowersje
30 grudnia 2015 – kilka tygodni po zwycięstwie Prawa i Sprawiedliwości w wyborach parlamentarnych – Sejm uchwalił nowelizację Ustawy o radiofonii i telewizji, na mocy której Ministerstwo Skarbu Państwa przejęło od Krajowej Rady Radiofonii i Telewizji kompetencje organu powołującego i odwołującego zarządy i rady nadzorcze Polskiego Radia. Była to znacząca zmiana względem obowiązującego dotychczas prawa – przed jego zmianą członków rad nadzorczych powoływała KRRiT, a Ministerstwo Kultury i Dziedzictwa Narodowego oraz Ministerstwo Skarbu Państwa wskazywały po jednym przedstawicielu. Z kolei zarządy PR były wybierane w konkursach przez rady nadzorcze, a ostateczne rozstrzygnięcia musiała zaakceptować KRRiT.
W październiku 2016 został odwołany ze stanowiska Adam Rudawski. W tym samym miesiącu prezesem zarządu Radia Szczecin został Artur Kubaj, popierający władzę PiS. Dwa tygodnie po objęciu przez niego stanowiska prezesa funkcję redaktora naczelnego stracił Tomasz Chaciński, którego zastąpił Przemysław Szymańczyk. Od października 2016 szczecińska rozgłośnia była krytykowana za silne nastawienie prorządowe połączone z dyskredytowaniem krytyków władzy, przeczenie misji radia publicznego oraz łamanie szeregu zasad etyki dziennikarskiej. W stacji zaczęli pojawiać się prawicowi komentatorzy i pojawili się nowi dziennikarze promujący linię partii rządzącej. Z radia odchodzili kolejni pracownicy, którzy nie zgadzali się z nową linią radia. W 2018 szczecińska radiowa rozgłośnia podjęła kontrowersyjny temat w stosunku do posła Stanisława Gawłowskiego. Radio Szczecin sensacyjne doniesienia opatrzyło tytułem „Kolejne kłopoty posła. W jego mieszkaniu można kupić seks”. W 2019 redaktor Tomasz Duklanowski był autorem kontrowersyjnych reporterskich materiałów, w którym pacjenci zarzucali marszałkowi Senatu Tomaszowi Grodzkiemu, że przyjmował od nich łapówki. W styczniu 2020 marszałek zagroził dziennikarzowi (tak jak i innym redakcjom powtarzającym te informacje) karnymi procesami.

#### Rezygnacja i nominacja prezesa Radia Szczecin
W styczniu 2020 Artur Kubaj złożył rezygnację z pełnionej funkcji. Stanowisko prezesa Radia Szczecin przejął Wojciech Włodarski, który dotychczas był zastępcą dyrektora szczecińskiego NFZ. Wojciech Włodarski był także pełniącym obowiązki redaktora naczelnego, zastępcą redaktora naczelnego został Tomasz Duklanowski, a Kamil Nieradka – szefem informacji Radia Szczecin. Zmiany spowodowały, że w ciągu niecałego roku z Radia odeszło 26 osób, w tym 18 pracowników etatowych.

### Trzecia dekada XXI w.

#### Kadencja Tomasza Duklanowskiego
Od lutego 2021 szczecińską rozgłośnią kieruje Tomasz Duklanowski współpracujący z Gazetą Polską. Za 2021 rozgłośnia szczecińska miała 16,1 mln zł przychodów netto ze sprzedaży, natomiast zysk netto wyniósł 910 tys. zł. Rozgłośnia niewiele zarobiła z reklam oraz z pozostałej działalności. Przychody z tych źródeł w 2021 wyniosło tylko 17 proc. ogółu pozyskiwanych funduszy, 82 proc. to abonament oraz rządowe rekompensaty. W 2021 pracownicy rozgłośni szczecińskiej na stanowiskach dziennikarskich zarabiali przeciętnie 8,7 tys., na stanowiskach w obsłudze technicznej 4,3 tys. zł.

#### Kontrowersje wokół Radia Szczecin i reperkusje
29 grudnia 2022 wzbudziła kontrowersje publikacja Tomasza Duklanowskiego. Rozgłośnia opisała w nim wyrok, który zapadł w 2021, zdarzenie było prawie sprzed trzech lat, natomiast prawomocny wyrok zapadł ponad rok wcześniej. Sprawca został skazany na 4 lata i 10 miesięcy pozbawienia wolności i odsiaduje wyrok. W publikacji znalazły się jednak informacje (wiek ofiar, informacje o działalności politycznej ich matki), przez które w łatwy sposób można było zidentyfikować ofiary Krzysztofa F., doszło do wtórnej wiktymizacji ofiary. Po informacji Radia Szczecin, która równolegle obiegła inne prawicowe media, internetowi hejterzy błyskawicznie ustalili, że chodzi o syna posłanki KO Magdaleny Filiks. To mogło pogłębić traumę Mikołaja Filiksa i przyczynić się do jego śmierci. Na publikację zareagował m.in. Błażej Kmieciak, przewodniczący Państwowej Komisji ds. Pedofilii, który poinformował o złożeniu do Rady Etyki Mediów wniosku dotyczącego tego artykułu. Natomiast dziennikarz i działacz katolicki Tomasz Terlikowski do podanej w piątek 3 marca 2023 informacji o śmierci 15-letniego Mikołaja aluzyjnie wskazał, że stanowisko powinien stracić naczelny Radia Szczecin Tomasz Duklanowski i „najbardziej oddani sprawie pracownicy TVP Info”. 4 marca 2023 pojawiła się internetowa petycja o odebranie mu Krzyża Kawalerskiego Orderu Odrodzenia Polski. Prokuratura rejonowa w Szczecinie wszczęła śledztwo, które przejęła Prokuratura Okręgowa w Szczecinie, co świadczy m.in. o niezwyczajnej randze tego postępowania.

#### Spadek ocen wiarygodności, rezygnacja naczelnego Radia Szczecin, 30 lecie
8 marca 2023 prezes Polskiego Radia Szczecin Wojciech Włodarski wydał komunikat dla mediów w związku ze śmiercią syna posłanki Magdaleny Filiks. Z 7 marca na 8 marca 2023 nieznany sprawca lub sprawcy oblali czerwoną farbą drzwi wejściowe do siedziby publicznego Radia Szczecin przy al. Wojska Polskiego w Szczecinie. 9 marca 2023 pracownicy radia wysłali pismo do rady nadzorczej rozgłośni, prezesa zarządu Wojciecha Włodarskiego, rady programowej i Krajowej Rady Radiofonii i Telewizji, gdzie 37 na ponad 70 osób, nie zgadzały się z uwikłaniem mediów publicznych w walkę polityczną w związku z ostatnimi wydarzeniami w Radiu Szczecin.
10 marca 2023 w dniu powrotu z urlopu redaktora naczelnego Tomasza Duklanowskiego z Radia Szczecin odeszli Grzegorz Piepke i Bartłomiej Czetowicz, prowadzący poranny program w Radiu Szczecin. Współpracę z rozgłośnią zakończył również Krzysztof Spór – dodając – mamy nadzieję na jak najszybsze wyjaśnienie sprawy, że winni tej sytuacji poniosą karę. Radio Szczecin w związku z zaistniałą sytuacją poniosło straty wizerunkowe. Firmy, które wcześniej korzystały z anteny Radia Szczecin, zrezygnowały z kampanii reklamowych (Castorama; Helios; Ronson Development; Teatr Współczesny w Szczecinie; agencja koncertowa Your Events Art). 28 marca 2023 Tomasz Duklanowski powrócił na antenie Radia Szczecin do pracy nad tematami politycznymi, nie poniósł żadnych konsekwencji za materiał pozwalający na identyfikację ofiary pedofila. Prezes Wojciech Włodarski potwierdził, że w listopadzie 2023 redaktor naczelny Radio Szczecin złożył rezygnację ze swojej funkcji.
1 grudnia 2023 odbyły się obchody 30-lecia istnienia spółki Polskiego Radia Szczecin. Była to uroczystość na którą większość pracowników nie przyszła i podczas niej prezes zarządu Polskiego Radia Szczecin Wojciech Włodarski wręczył medale m.in.: Krzysztof Ślusarz (realizator dźwięku rozgłośni), Małgorzata Frymus, Anna Kolmer, Marek Rudnicki (emerytowany dziennikarz Głosu Szczecińskiego, szef rady programowej radia). Na piątkowej uroczystości nie było redaktora naczelnego Tomasza Duklanowskiego, który po złożeniu wypowiedzenia wyjechał na kościelną misję do Afryki. Od 12 lutego 2024 redaktorem naczelnym został Sebastian Wierciak. Obecnie władzę w radiu sprawuje likwidator Robert Murawski.

## Słuchalność
Według badania Radio Track (wykonane przez Millward Brown SMG/KRC) w okresie listopad – kwiecień 2021/2022 wskaźnik udziału w rynku słuchalności Polskiego Radia Szczecin wyniósł 11,9%, co dało tej stacji pozycję wicelidera w szczecińskim rynku radiowym.

## Częstotliwości nadawania analogowego
- UKF 92,0 MHz – Szczecin (RTCN Kołowo)[63]
- UKF 94,4 MHz – Szczecin, Police (RSN Warszewo)[63]
- UKF 98,7 MHz – Kołobrzeg (RTCN Sławoborze)[63]
- UKF 106,3 MHz – Świnoujście (RTON Chrobrego)[63]

## Odbiór cyfrowy

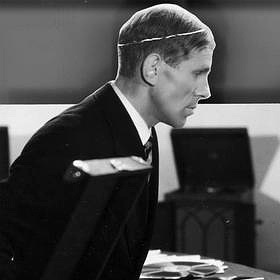
Zdzisław Karczewski

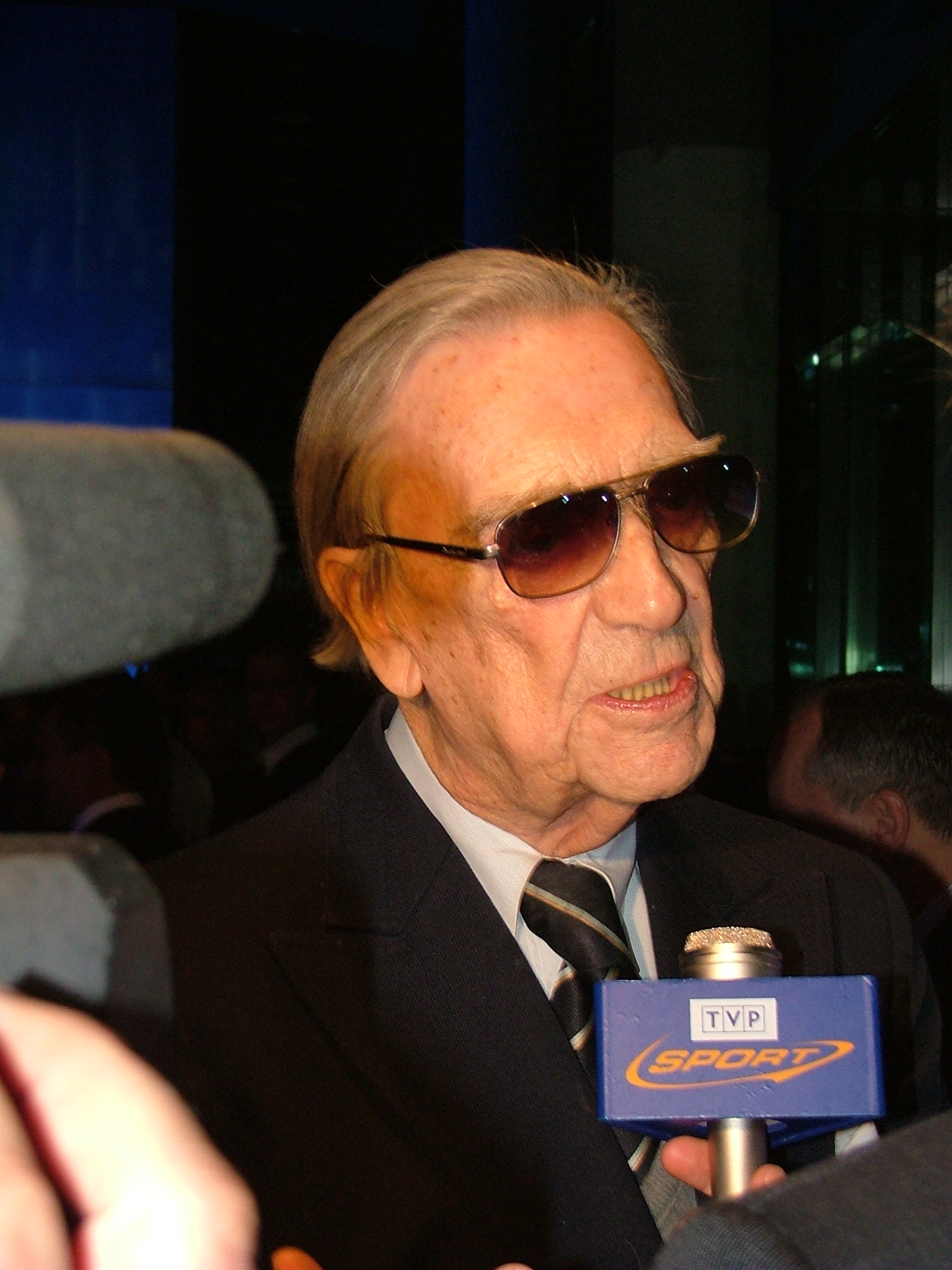
Bohdan Tomaszewski

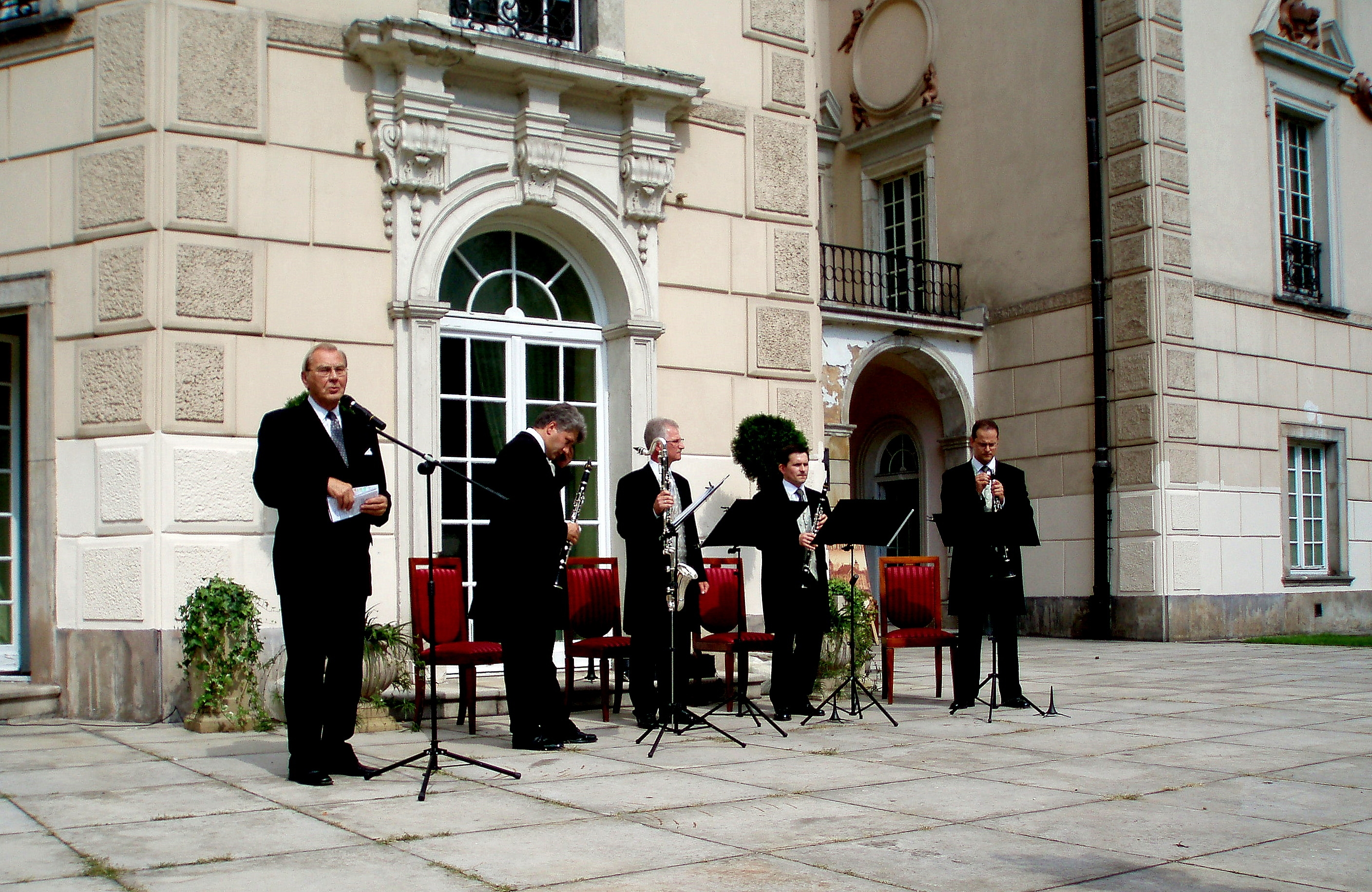
Zbigniew Pawlicki

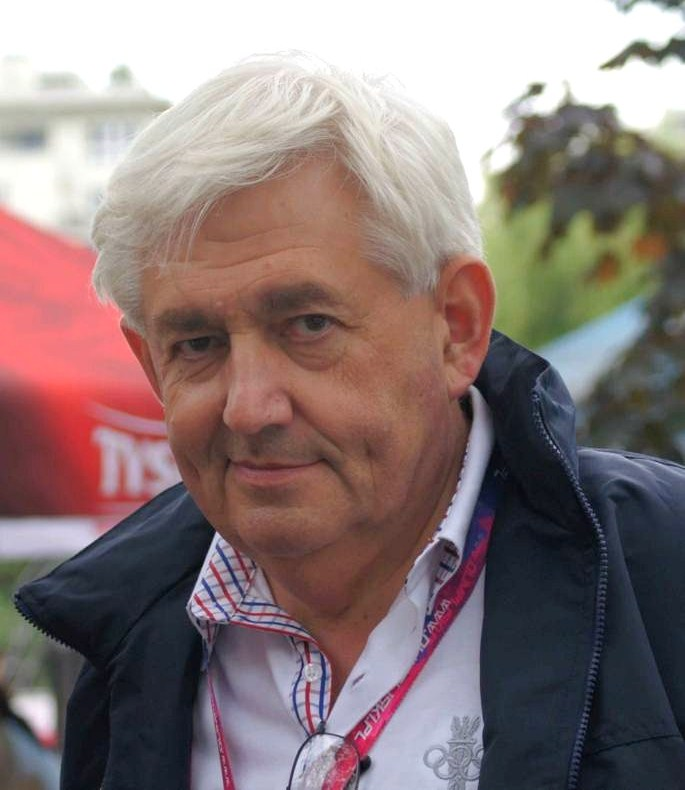
Henryk Urbaś

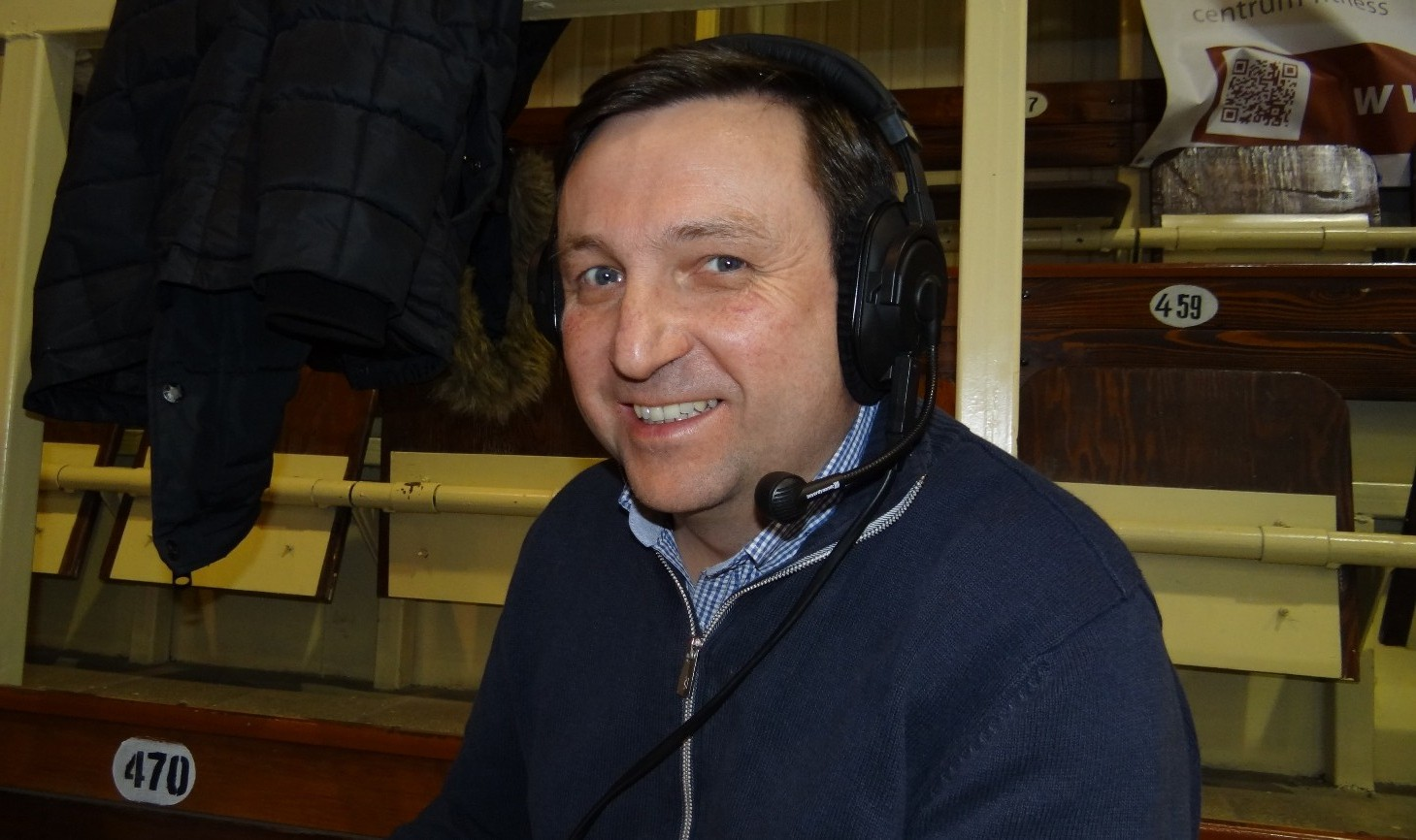
Artur Dyczewski

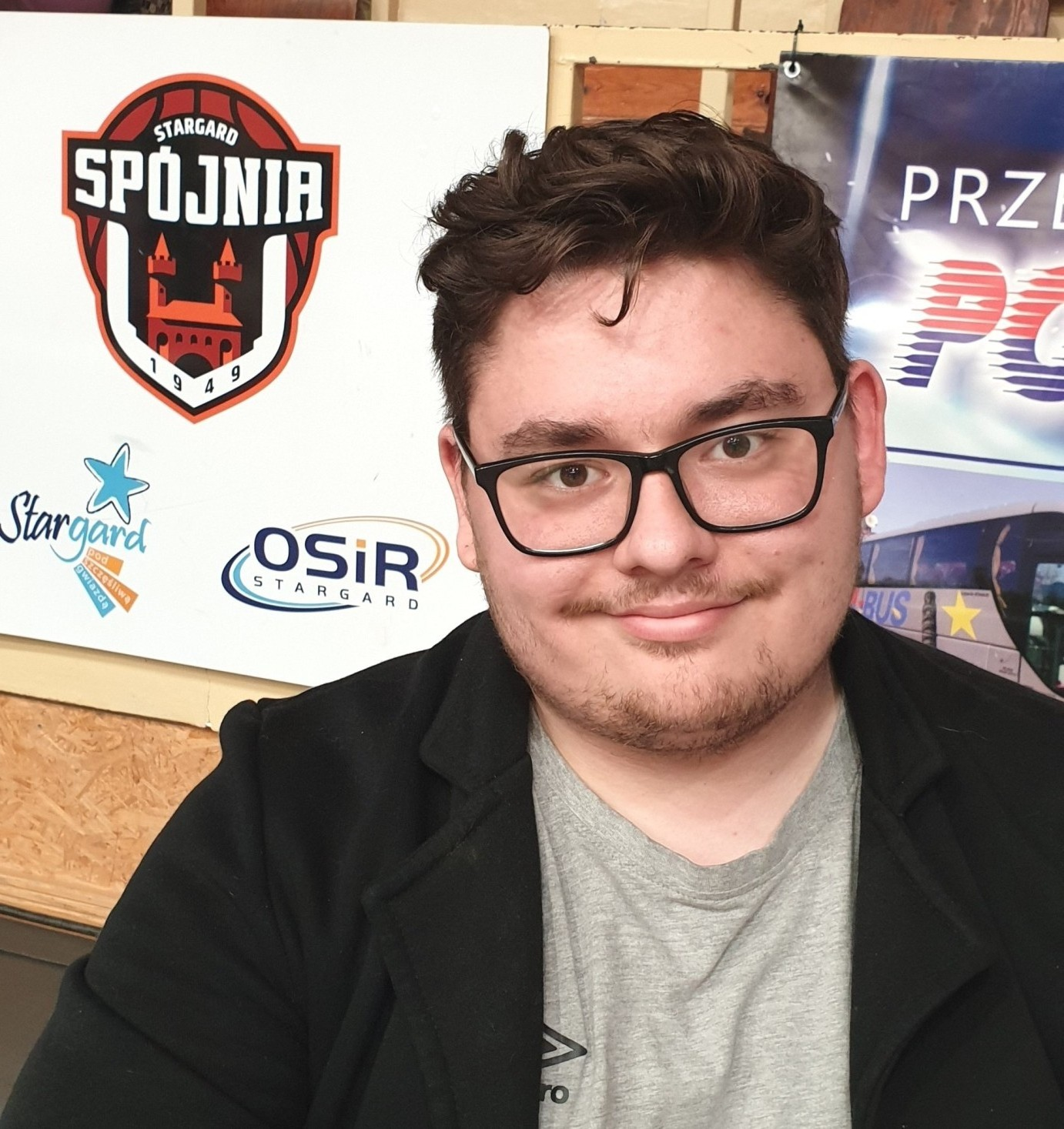
Kacper Narodzonek

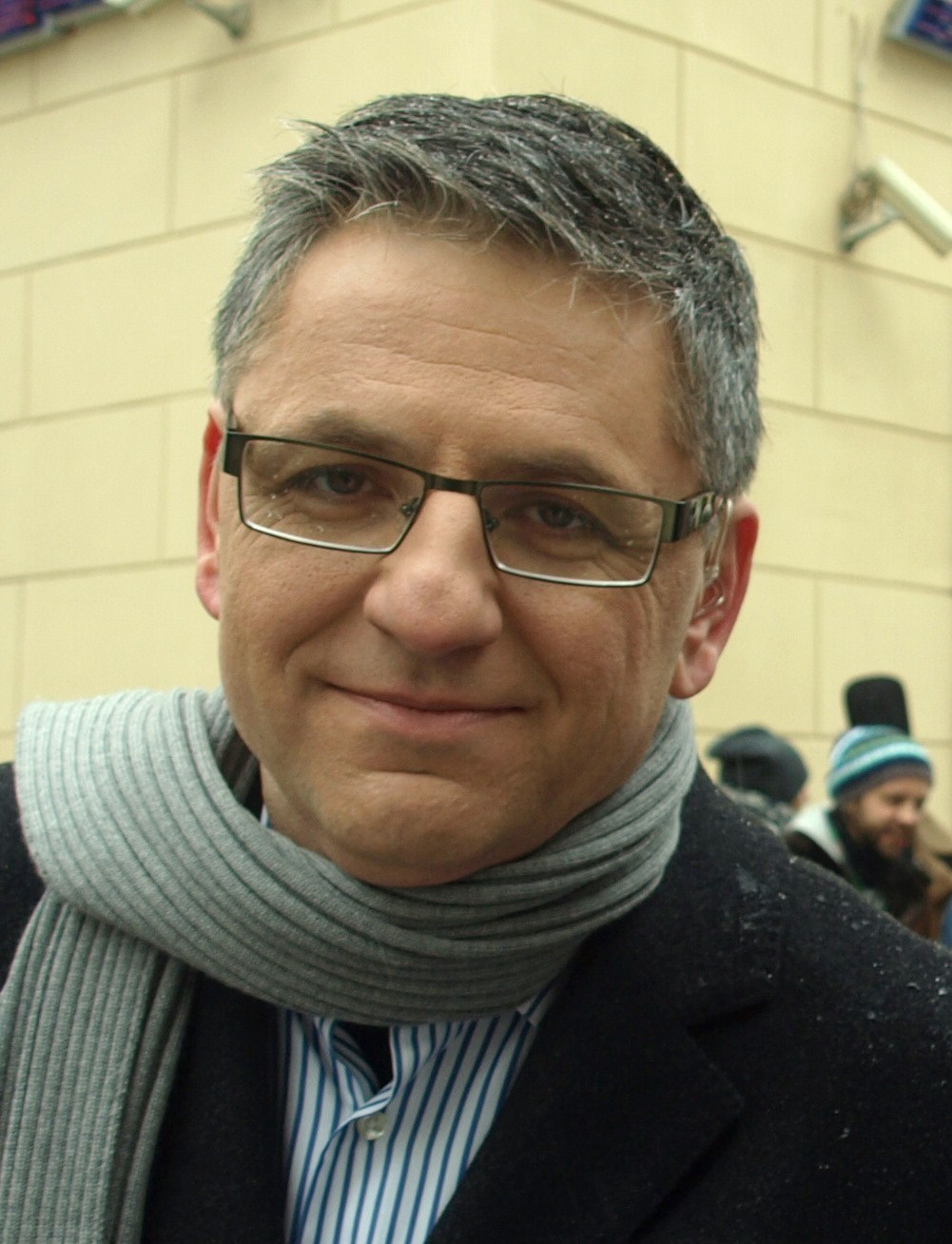
Roman Czejarek

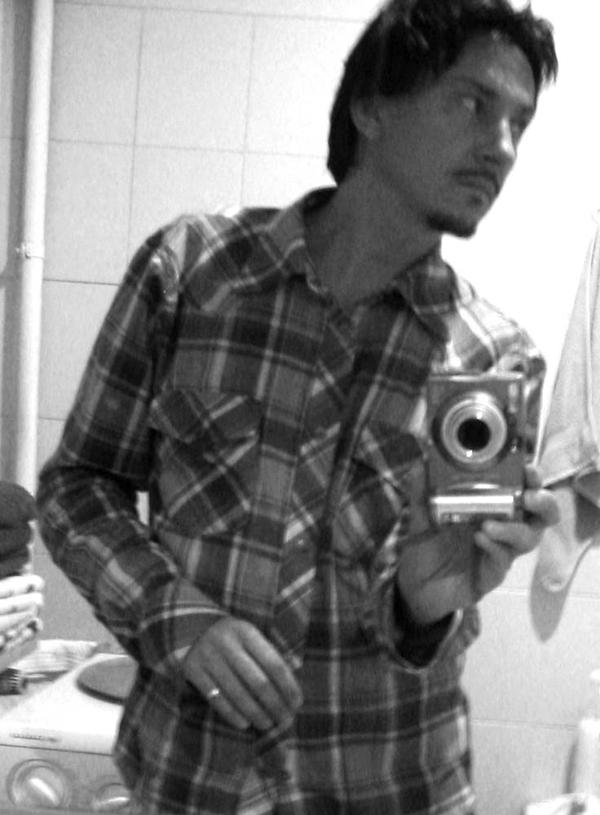
Przemysław Thiele

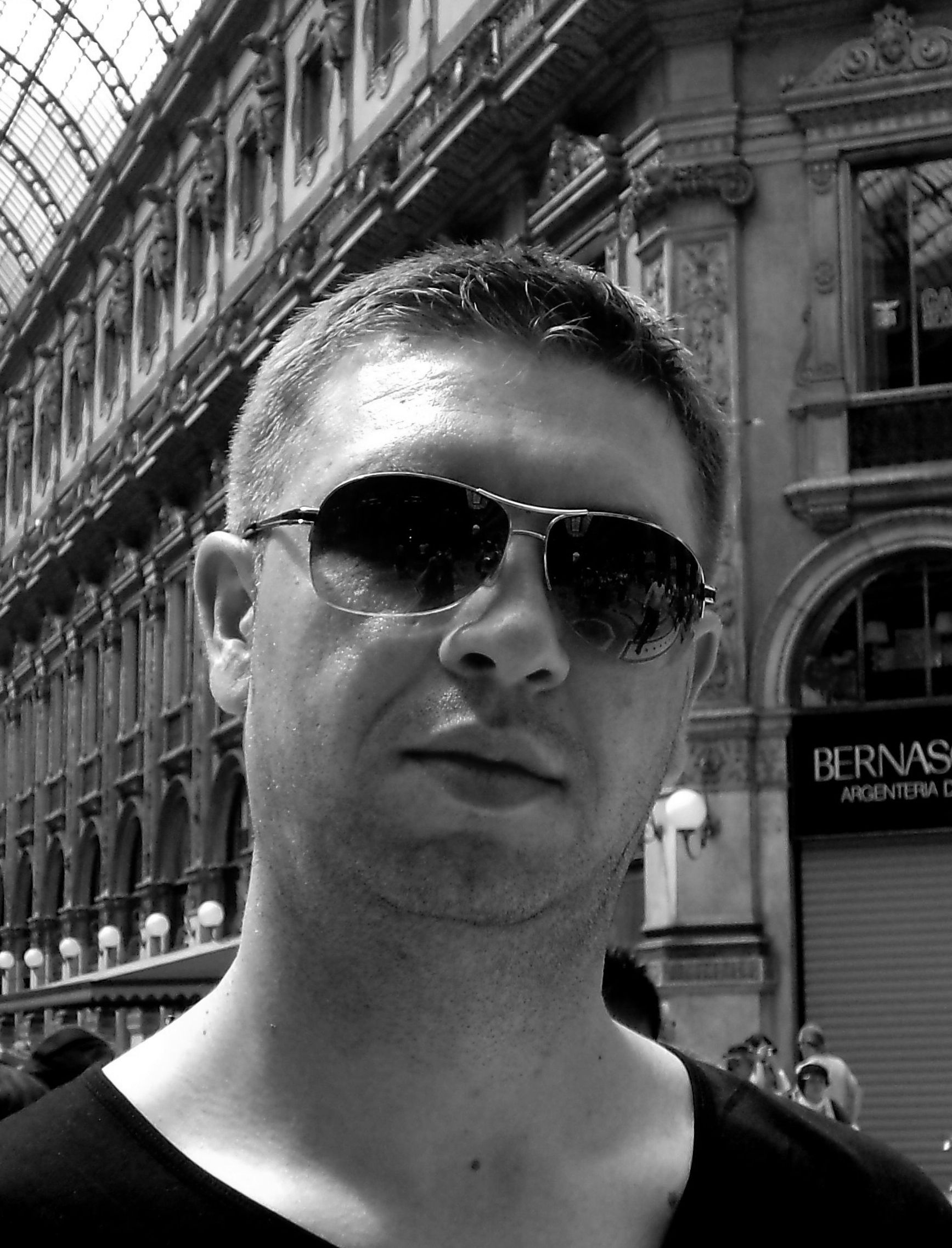
Konrad Wojtyła

Od 1 sierpnia 2014 rozgłośni można słuchać na radioodbiornikach naziemnej radiofonii cyfrowej DAB+.

## Ludzie Radia Szczecin (1945–2023)[66][67]

### Prezesi/Redaktorzy Naczelni Radia Szczecin
- Jan Frey (1945)[68][9]
- Roman Grudziński (1945)[69][9]
- Zdzisław Karczewski (1945–1946)
- Tadeusz Szlęzak (1946–1947)
- Władysław Osiński (1947–1949)
- Wacław Parol (1949–1950)
- Zdzisław Nardelli (1950–1952)
- Józef Mikołajewski (1952)
- Józef Godlewski (1952–1953)
- Józef Drewnowski (1953–1955)
- Władysław Daniszewski (1955–1963)
- Tadeusz Kurek (1963–1964)
- Wiesław Rogowski (1964–1966)
- Zbigniew Puchalski (1966–1990)
- Zbigniew Kosiorowski (1990–2006)
- Krzysztof Soska (2006–2010)
- Andrzej Skrendo (2010–2011)
- Adam Rudawski (2011–2016)
- Tomasz Chaciński (2011–2016)
- Artur Kubaj (2016–2020)
- Przemysław Szymańczyk (2016–2020)
- Wojciech Włodarski (2020–2023)
- Sebastian Wierciak (2024–)

### Niektórzy dawni, obecni pracownicy i współpracownicy
- Tadeusz Stoiński
- Jadwiga Helbingowa
- Zygmunt Rychter
- Zygmunt Kempiński
- Antoni Huebner
- Julia Zyblewska
- Zdzisław Kunstmann
- Edmund Borowski
- Andrzej Androchowicz
- Ryszard Bogunowicz
- Andrzej Babiński
- Bohdan Czarnocki
- Walerian Lachnitt
- Piotr Cywiński
- Zbigniew Pawlicki
- Stanisław Modelski
- Jerzy Sawiuk
- Zbigniew Bienioszek
- Roman Czejarek
- Zygmunt Apostoł
- Janusz Kilarski
- Lina Wejgsman
- Władysław Daniszewski
- Wojciech Czyżowski
- Tymoteusz Karpowicz
- Włodzimierz Piotrowski
- Andrzej Androchowicz
- Stanisław Telega
- Stanisław Dauksza
- Alina Głowacka
- Bolesław Grodzicki
- Cezary Gurjew
- Henryk Livor-Piotrowski
- Mariusz Grab
- Jerzy Wołkochoń
- Zbigniew Pawlicki
- Alfred Sobecki
- Włodzimierz Kaczmarek
- Tadeusz Klimowski
- Zofia Walicka-Neuman
- Witold Lendzion
- Alicja Maciejowska
- Wiesław Rogowski
- Piotr Semka
- Bogdan Chocianowicz
- Lesław Skinder
- Marek Koszur
- Jan Sylwestrzak
- Zdzisław Tararako
- Przemysław Thiele
- Bohdan Tomaszewski
- Teresa Podesławska
- Henryk Urbaś
- Wiesław Dachowski
- Konrad Wojtyła
- Marek Borowiec († 2023)[70]
- Grzegorz Piepke
- Bartłomiej Czetowicz
- Krzysztof Spór
- Zdzisław Tararako
- Andrzej Kutys

## Inicjatywy społeczne, kulturalne i rozrywkowe
- Muzyczna Gwiazdka Radia Szczecin
- Złote Piaski – coroczna letnia akcja Radia Szczecin prowadzona na nadmorskich plażach
- „Blackout w Radiu Szczecin” – cykl akustycznych koncertów
- Radio Szczecin na Wakacjach – coroczna akcja z nadmorskich kurortów
- Radio Szczecin Poleca – najciekawsze atrakcje, rozrywka z regionu
- Kierunek Praca – portal kojarzący pracodawców z potencjalnymi pracownikami z regionu

## Wybrane audycje radiowe
- Radio Szczecin na Dzień Dobry – prowadzą: Agata Hawrylczuk i Jarosław Gowin

- Rozmowy pod krawatem – prowadzi: Przemysław Szymańczyk / Magdalena Ogórek / Piotr Cywiński

- Radio Szczecin w pracy – prowadzi: Grzegorz Lament / Marzena Szóstak / Paulina Sawicka

- Czas reakcji – prowadzi: Krzysztof Kukliński / Janusz Wilczyński
- Radio Szczecin po godzinach – prowadzi: Milena Milewska / Sebastian Roszkowski / Anna Łukaszek

- Szczecińska Lista Przebojów – prowadzi: Sebastian Roszkowski / Marcin Gondziuk
- Aktywna Sobota – prowadzą: Anna Łukaszek/ Milena Milewska
- Poranek Radia Szczecin – prowadzi: Ryszard Brodziński
- Wszystko na Gorąco – prowadzą: Michał Elmerych / Andrzej Kutys
- Magazyn Międzynarodowy – prowadzą: Piotr Semka i Piotr Cywiński
- Spór w Kinie – prowadzi: Krzysztof Spór
- Kawiarenka Polityczna – prowadzi: Piotr Tolko / Andrzej Kutys
- Radio Szczecin na Wieczór – prowadzą: Joanna Skonieczna / Janusz Wilczyński
- Trochę Kultury – prowadzą: Agata Rokicka / Małgorzata Frymus
- Migawka – prowadzi: Andrzej Kutys
- Giermasz – prowadzą: Michał Król i Andrzej Kutys
- Czekolada – prowadzi: Milena Milewska
- Radiowa Szkoła pod Żaglami – prowadzi: Katarzyna Wolnik-Sayna
- WuDoo – prowadzi: Joanna Tyszkiewicz
- Schody do Nieba – prowadzi: Piotr Rokicki
- Religia na Fali – prowadzi: Piotr Kołodziejski
- Posydeńki – prowadzi: Małgorzata Frymus
- Na szczecińskiej ziemi – prowadzi: Zdzisław Tararako / Piotr Tolko
- Akademia Działkowca – prowadzą: Zdzisław Tararako i Ryszard Drużba
- Kuchnia Pana Dzidka – prowadzi: Zdzisław Tararako

## Radio Szczecin Extra
1 stycznia 2009 uruchomiono miejski program Radia Szczecin – Szczecin.fm. W maju 2013 stacja zmieniła nazwę na Radio 94i4.fm, a w kwietniu 2016 roku na Radio Szczecin Extra. Do października 2014 roku stacja dostępna była na UKFie (na miejskiej częstotliwości Radia), teraz nadawana jest tylko w DAB+.